# José Rodrigo Carneiro Da Costa Carvalho
José Rodrigo Carneiro da Costa Carvalho (Freguesia de São Gonçalo, Amarante, 6 de setembro de 1934) é um jornalista, professor, autor e político português.

## Biografia
Licenciado em Línguas e Literatura Modernas - Estudos Portugueses, pela Faculdade de Letras da Universidade do Porto (FLUP) também tirou mestrado em Estudos Portugueses e Brasileiros, também pela FLUP.
Docência na Escola Secundária Filipa de Vilhena, Centro de Formação de Jornalistas, Instituto Multimédia, Escola Superior de Jornalismo, no Porto, e Instituto Superior de Ciências da Informação e da Administração (ISCIA), de Aveiro.

### jornalismo
Jornalista profissional de 1961 a 1999. Chefia as redações do Jornal de Notícias, O Primeiro de Janeiro e o Comércio do Porto. Foi diretor do Comércio do Porto, O Primeiro de Janeiro e O Jogo.
Sócio fundador e presidente do Centro de Formação de Jornalistas do Porto. Sócio fundador da Escola Superior de Jornalismo do Porto.

### política
Deputado à Assembleia da República, IV legislatura (1985-87), e secretário da Primeira Comissão Parlamentar (Direitos, Liberdades e Garantias) 

## Prémios e nominações
Prémio literário Oiro do Dia com O Pintor e a Cidade - António Cruz.
No dia 13 de abril de 2024 foram inaugurados em Amarante, uma placa indicando "Aqui viveu Mestre Costa Carvalho" na casa em que o jornalista cresceu, e uma outra placa "Rua Mestre Costa Carvalho".
Neste mesmo ano de 2024, Costa Carvalho foi homenageado pelo Rotary Clube de Amarante sendo o Profissional do ano. 